# Orcovita fictilia
Orcovita fictilia is een krabbensoort uit de familie van de Varunidae. De wetenschappelijke naam van de soort is voor het eerst geldig gepubliceerd in 1996 door Ng, Guinot & Iliffe.